# Wo Ding
Wo Ding est un empereur de la Dynastie Shang. Tai Geng lui succéda en 1666 av. J.-C..